# Pechpfuhl (Ludwigsfelde)

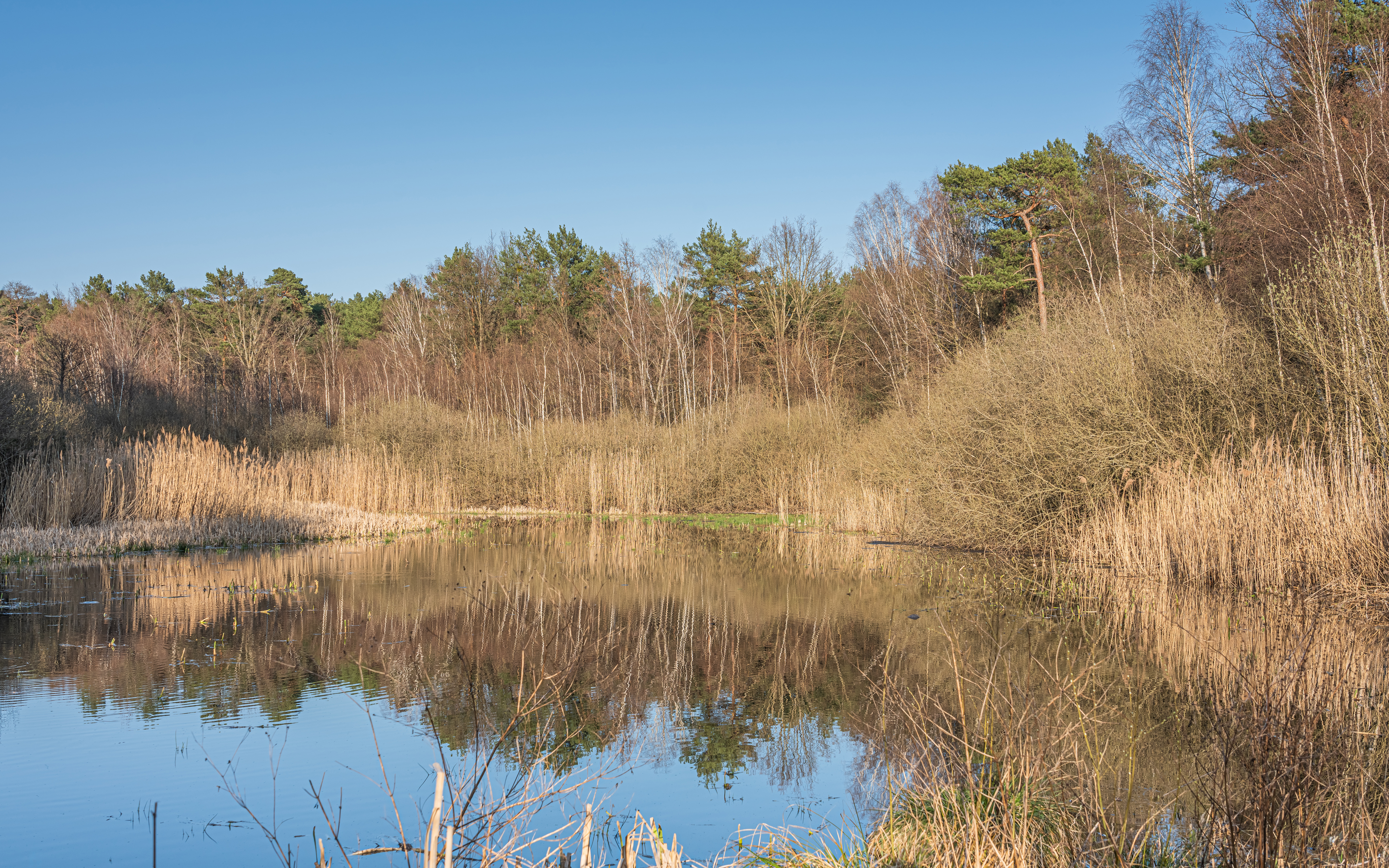
See im LSG Pechpfuhl

Der Pechpfuhl ist ein Landschaftsschutzgebiet in Ludwigsfelde, einer Mittelstadt im Brandenburger Landkreis Teltow-Fläming.
Das Gebiet liegt auf der Hochfläche des Teltow. Es ist im langgestreckten Südteil geprägt von vier offenen Wasserflächen und im Nordteil, in dem es Hochmoorcharakter annimmt, von Wollgras-Moorrasen. Der Pechpfuhl entwässert über den Leopoldsgraben in den Siethener See in der Nuthe-Nieplitz-Niederung. Der Name taucht bereits auf einer Karte aus dem Jahr 1682 auf und geht wahrscheinlich auf eine nahe gelegene Pechhütte zurück.  Der Pechpfuhl steht durch Beschluss des Rates des Bezirks Potsdam seit dem 14. März 1958 als Landschaftsschutzgebiet (LSG) unter Schutz.

## Lage, Naturraum und Geologie
Der Pechpfuhl grenzt direkt an die Wohngebiete der nordwestlichen Ludwigsfelder Kernstadt. Er liegt im Waldgebiet Siethener Heide und zieht sich auf dem Teltow nach Südwesten. Diese langgestreckte Niederung, zu der der Pechpfuhl gehört, beginnt an der Ludwigsfelder Potsdamer Straße und ist bis zum Ende der Moselstraße heute überbaut. Ab dort tritt sie als Pechpfuhl in Erscheinung. Für den Bau der Potsdamer Straße, der heutigen Ludwigsfelder Hauptstraße, im Jahr 1929 musste eine Schneise durch das ehemalige Sumpfgelände geschlagen werden. Die Straße war angelegt worden, um das damals selbständige Struveshof mit seinen rund 400 Einwohnern (überwiegend Zöglinge des Struveshofer Landerziehungsheims) mit Ludwigsfelde zu verbinden, das zu dieser Zeit auf lediglich rund 200 Einwohner kam. Bei der Einebnung des Geländes wurden kleine Sandhügel abgetragen und Sumpf- beziehungsweise Wasserlöcher der glazialen Rinne zugeschüttet.

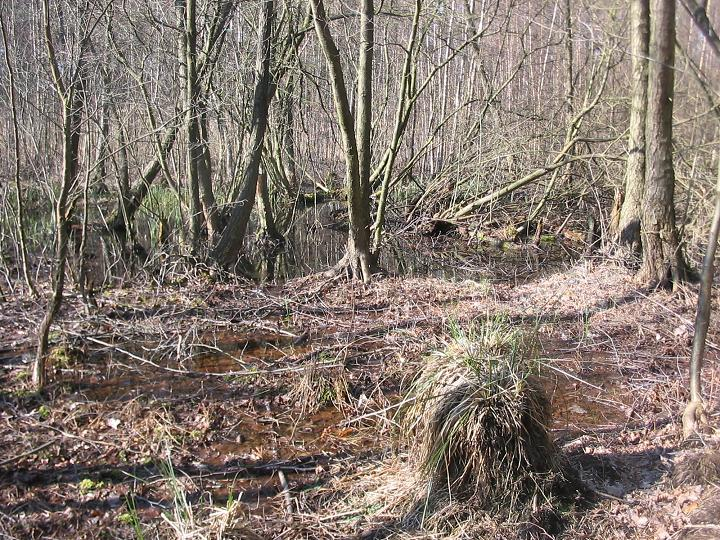
Bruchwald

Die flachwellige, im Durchschnitt zehn bis zwanzig Meter mächtige  Grundmoränenoberfläche des Teltow entstand vor rund 20.000 Jahren im Brandenburger Stadium der Weichseleiszeit. Während der Eisbedeckung wurde die Niederung des Pechpfuhles von Schmelzwässern unter dem Eis (subglazial) als Glaziale Rinne angelegt. „Eine morphologische Besonderheit der sonst ebenen bis schwach flachwelligen und sanft zur Nuthe hin geneigten Grundmoränenplatte bildet der Ansatz einer Seenrinne, die unter dem Inlandeis durch Schmelzwasser entstand und in der Nacheiszeit in Erscheinung trat.“ Die eiszeitlichen Wasser flossen unter dem Eis vom heutigen Pechpfuhl über den Bereich des Leopoldsgrabens in den Siethener See und weiter über den  Gröbener See, Schiaßer See und Grössinsee bis zum Blankensee. Nach dem Gröbener See beziehungsweise nach der Nuthe verlief die Abflussbahn entgegen der heutigen Fließrichtung der Nieplitz, die heute im Unterlauf ein hypertrophes Fluss-See-System aus den drei letztgenannten Seen bildet und in die Nuthe entwässert. Mit dem Abschmelzen des Eises etablierte sich südlich des Pechpfuhls zunächst ein urstromtalartiger Abflussweg. Es verlief quer zur subglazialen Abflussrichtung von Ost nach West und zerschneidet die ältere Rinne zwischen dem Gröbener und dem Schiaßer See. Innerhalb der Urstromtalung fließt heute die Nuthe.
Dominieren auf dem Teltow sonst fruchtbare Böden, die aus dem Geschiebemergel hervorgegangen sind, so beherrschen um den Pechpfuhl doch ärmere Sandböden die Landschaft, da der Geschiebemergel hier großflächig fehlt. Außerdem wurden weitflächig  Dünen aufgeweht. Am Rand der Binnendünen bildeten sich auf dort lehmigen Grund einige feuchte Senken mit Bruchgebieten und stehenden Gewässern heraus.

## Flora und Fauna

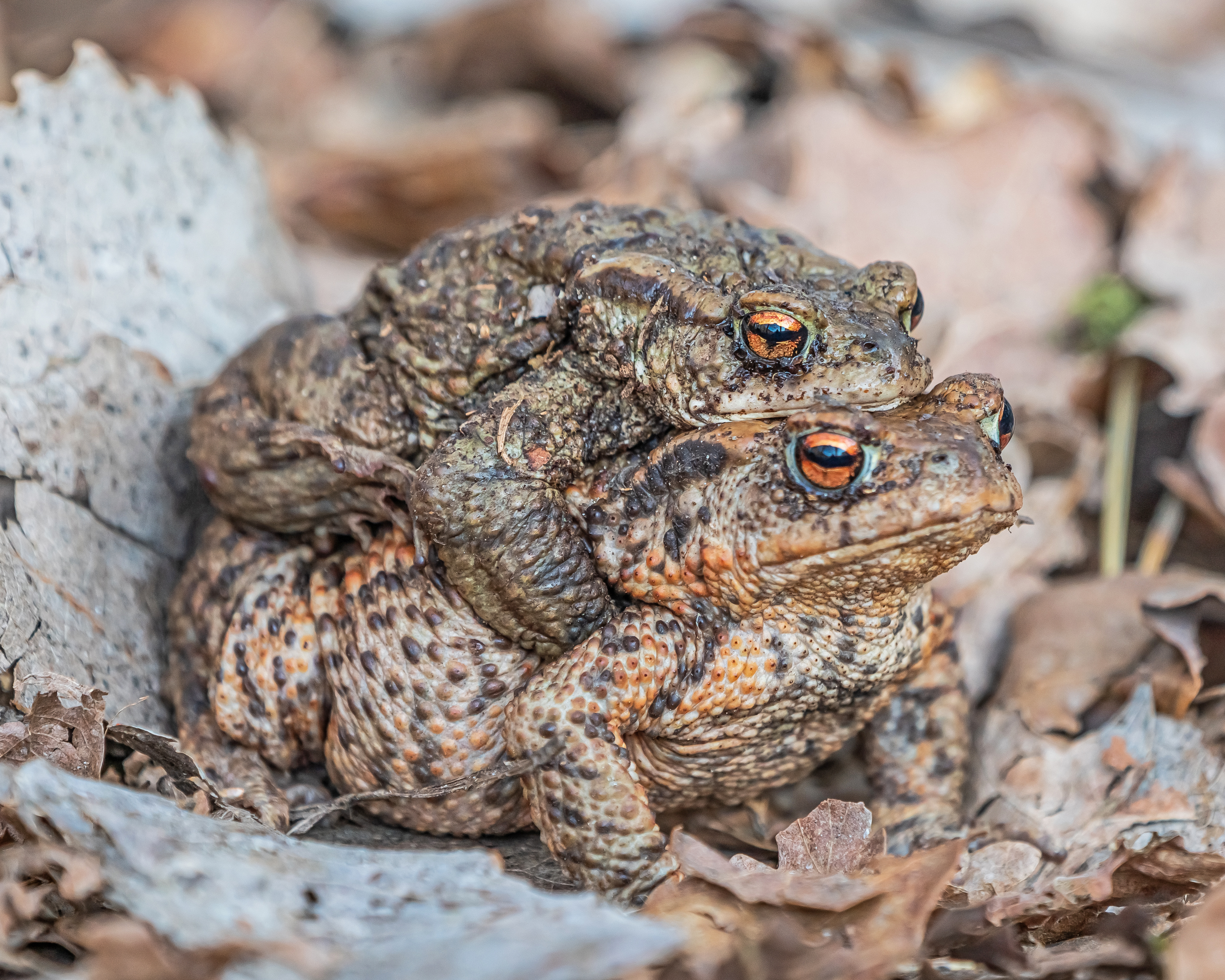
Zwei paarende Erdkröten am Pechpfuhl

Die trockenen, sandigen Teltow-Böden in der Umgebung des Pfuhls sind von ausgedehnten Kiefernbeständen geprägt. Im Bruchgebiet selbst dominieren Erlenbruchwälder. Auf Schwingmoorflächen zwischen den Seen und auf ihren schwimmenden Inseln aus Schwingrasen kommen seltene Pflanzenarten wie der in Deutschland besonders geschützte fleischfressende Sonnentau (Drosera) und das Wollgras vor.
Zu der vielfältigen Vogelwelt am Pechpfuhl zählen beispielsweise Bachstelzen (Motacilla alba), Eichelhäher (Garrulus glandarius) und aus der Familie der Meisen unter anderem Sumpfmeisen (Poecile palustris). Der Buntspecht (Dendrocopos major), Vogel des Jahres 1997, und der Vogel des Jahres 2004 und zudem streng geschützte Zaunkönig (Troglodytes troglodytes) sind gleichfalls anzutreffen. Aus der Vorwarnliste der Roten Liste Deutschlands sind die Feldlerche (Alauda arvensis) und der Gartenrotschwanz (Phoenicurus phoenicurus) vertreten.
Zum Amphibienbestand zählen: Teichfrosch (Rana kl. esculenta), Moorfrosch (Rana arvalis), Erdkröte (Bufo bufo) und Teichmolch (Triturus vulgaris). Aus der Wirbeltier-Klasse der Reptilien gibt es Vorkommen der nach der Bundesartenschutzverordnung (BArtSchV) besonders geschützten Waldeidechse (Zootoca vivipara). In den Seen sind Karpfen wie Plötze (Rutilus rutilus) und die reinen Raubfische Hechte und Barsche heimisch.

## Naturlehrpfad
Durch das Gebiet am Pechpfuhl führen verschiedene Wege und Pfade. Ein Hauptwanderweg verläuft entlang des Pfuhls und des Leopoldgrabens zum Forsthaus am Siethener See und über das Märkische Wanderdorf weiter nach Gröben. Der rund 4,5 Kilometer lange Weg ist als Naturlehrpfad mit Informationstafeln zur Flora und Fauna angelegt. Die Erneuerung des Weges und der Ausbau eines Wanderweges vom Pechpfuhl nach Ahrensdorf sind Bestandteil der aktuellen Wanderwegekonzeption der Stadt.

## Der Pechpfuhl in der Literatur
Der Roman Tupolew 134 aus dem Jahr 2004, dessen  Autorin Antje Rávic Strubel in Ludwigsfelde aufwuchs, hat in weiten Passagen die Stadt und den Pechpfuhl zum Schauplatz.
Auf drei Zeitebenen erzählt die Autorin die Entführung einer Tupolew 134 nach Tempelhof durch DDR-Bürger im Jahr 1978.
Die letzte Ebene beschreibt die Erinnerungsarbeit 25 Jahre nach der Flucht und die mittlere Ebene die Gerichtsverhandlung auf dem West-Berliner Flughafen. In der Vorgeschichte lässt die Autorin die Entführer in dem IFA Kombinat Ludwigsfelde arbeiten. Nach Feierabend schickt sie ihre Hauptpersonen mehrfach entweder in den Alten Krug oder zum Pechpfuhl. Der Pechpfuhl wird im Roman zum Schauplatz von Streichen, die die Hauptpersonen im Schulalter ihrer Lehrerin spielen, zur Erholungs- und Joggingstätte und die ersten Techtelmechtel zwischen den Romanpersonen Katja und dem westdeutschen DDR-Besucher Meerkopf finden am Pfuhl statt. Strubel schreibt beispielsweise:

„Es war Frühling, es hatte geregnet, und der Waldboden spritzte an ihren Schuhen hoch. Der Waldboden am Pechpfuhl bestand zum großen Teil aus Zigarettenkippen und heruntergebrannten Streichhölzern. Kam der Wind von der Seite der Straße, trieb es die Kippen und die Streichhölzer in den Pfuhl, wo sie sich im Laufe des Jahres mit der Entengrütze vermischen. Bei so einem Wetter bleibt das Wäldchen leer.“